# Primer ministro del Reino Unido
El primer ministro del Reino Unido de Gran Bretaña e Irlanda del Norte es el jefe del Gobierno de Su Majestad, el monarca británico. El primer ministro y el Gabinete (integrado por todos los ministros de mayor rango, que son los jefes de los departamentos del Gobierno) son colectivamente responsables de sus políticas y acciones ante el monarca, el Parlamento, su partido político y en última instancia, ante el electorado. El actual titular del cargo es Keir Starmer, líder del Partido Laborista, nombrado el 5 de julio de 2024 por Carlos III.
El cargo no está establecido en ninguno de los textos que dieron origen a la constitución británica, en el siglo XVII; solo leyes recientes del siglo XX, ha regulado algunos aspectos no esenciales del cargo, o lo han mencionado. Sin embargo, el cargo existe por convención (o costumbre) constitucional, lentamente consolidada a partir del siglo XVIII. Esta convención estipula que el monarca debe nombrar como primer ministro a la persona que estime más susceptible de obtener la confianza de la Cámara de los Comunes; este individuo es normalmente el líder del partido político o la coalición de partidos que tiene el mayor número de escaños en esa cámara.
La posición del primer ministro no ha sido creada, sino que ha evolucionado lentamente y de manera irregular, por más de trescientos años, debido a algunas leyes del Parlamento, acontecimientos políticos, e históricos. El cargo, por tanto, se entiende mejor desde una perspectiva histórica. Los orígenes de la posición se encuentran en la evolución constitucional que se inició con la Revolución Gloriosa (1688-1689) y el consiguiente desplazamiento del poder político del monarca hacia el Parlamento. A pesar de que el soberano no fue despojado de los antiguos poderes de prerrogativa y legalmente mantenía su autoridad, políticamente se hizo necesario que para gobernar debía contar con un primer ministro como jefe del Gobierno, que a su vez contara, preferiblemente, con mayoría en el Parlamento.
Por la década de 1830 el sistema de gobierno de Westminster (o gobierno de gabinete) había surgido; el primer ministro se había convertido en un primus inter pares, es decir, en el primero entre sus iguales del Consejo de Ministros y en jefe de gobierno en el Reino Unido. La posición política del primer ministro fue reforzada por el desarrollo de los partidos políticos modernos, el surgimiento de los medios de comunicación de masas (periódicos baratos, radio, televisión e Internet), y la fotografía. A inicios del siglo XX el primer ministro moderno había surgido; el cargo se había convertido en la posición preeminente en la jerarquía constitucional, el único eje que enlazaba al Soberano, al Parlamento y al Gabinete.
En virtud de su cargo, el primer ministro también ocupa el cargo de primer lord del Tesoro y jefe de la Administración Pública. Ciertos privilegios, como la residencia del número 10 Downing Street, se otorgan al primer ministro en virtud de su papel de primer lord del Tesoro.

## Historia
El cargo de primer ministro durante el siglo XVIII no era un título oficial durante esos años; estaba asociado al puesto de First Lord of the Treasury («primer lord del Tesoro»), sustituyendo al rey como cabeza del Gobierno británico. La descripción de "primer ministro" se usó por primera vez cuando Robert Walpole fue nombrado primer lord del Tesoro por el rey Jorge I en 1721. Al principio, se consideraba el apelativo como un insulto, que sus enemigos usaron para sugerir que Walpole tenía demasiado poder.
El título de "primer ministro" se mencionó por primera vez en un documento oficial en el Tratado de Berlín de 1878, aplicándolo a quien desempeñaba esas funciones por entonces, Benjamin Disraeli. El título fue reconocido oficialmente en 1905. La primera persona que fue llamada oficialmente primer ministro fue sir Henry Campbell-Bannerman, quien ocupó el cargo entre 1905 y 1908. La primera referencia del título en una ley del Parlamento Británico fue en 1917.

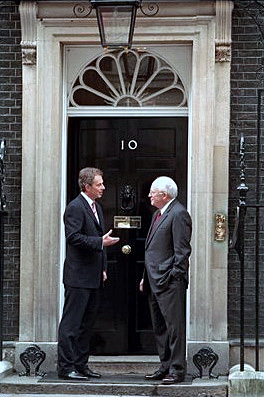
Tony Blair y Dick Cheney en el número 10 de Downing Street, residencia oficial de primer ministro del Reino Unido.

## Nombramiento
Es el monarca reinante el que oficialmente nombra al primer ministro, pero la tradición le obliga a elegir a la persona que cuente con el apoyo mayoritario de la Cámara de los Comunes, que normalmente es el líder del partido con una mayoría de escaños en tal cámara. Si el primer ministro pierde ese apoyo (por la aprobación de una moción de censura, por ejemplo), la convención le obliga a dimitir, o a disolver el parlamento. Sin embargo, si ha optado por la disolución y en las siguientes elecciones no logra la mayoría parlamentaria, no tiene otra opción más que dimitir.
El monarca reinante nombra al primer ministro y, a propuesta de este, a los miembros del Gabinete.

## Poderes y privilegios
Hay muchos poderes legales que pertenezcan al primer ministro; sus poderes vienen de los poderes tradicionales del soberano y del control de una mayoría de la Cámara de los Comunes. El primer ministro recomienda al monarca el nombramiento de muchos cargos públicos del Estado Británico, incluyendo ministros del Gobierno, embajadores, los jefes de las Fuerzas Armadas, y otros oficiales de la administración pública. Convencionalmente, el rey (o reina) sigue siempre las recomendaciones del primer ministro. También, el primer ministro organiza el programa legislativo del Parlamento y el trabajo del Gabinete.
El salario actual del primer ministro, que incluye su papel de primer lord del Tesoro, es de 127 334 libras por año. Además, recibe otras 60 227 libras anuales por ser miembro de la Cámara de los Comunes.

## Línea temporal (1979-actualidad)

### Ex primeros ministros vivos

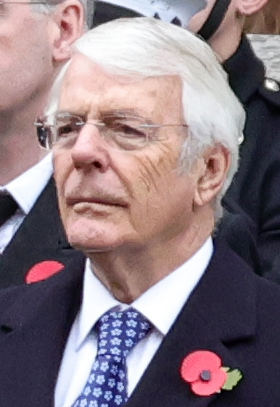
John Major (1990-1997) Conservador
82 años
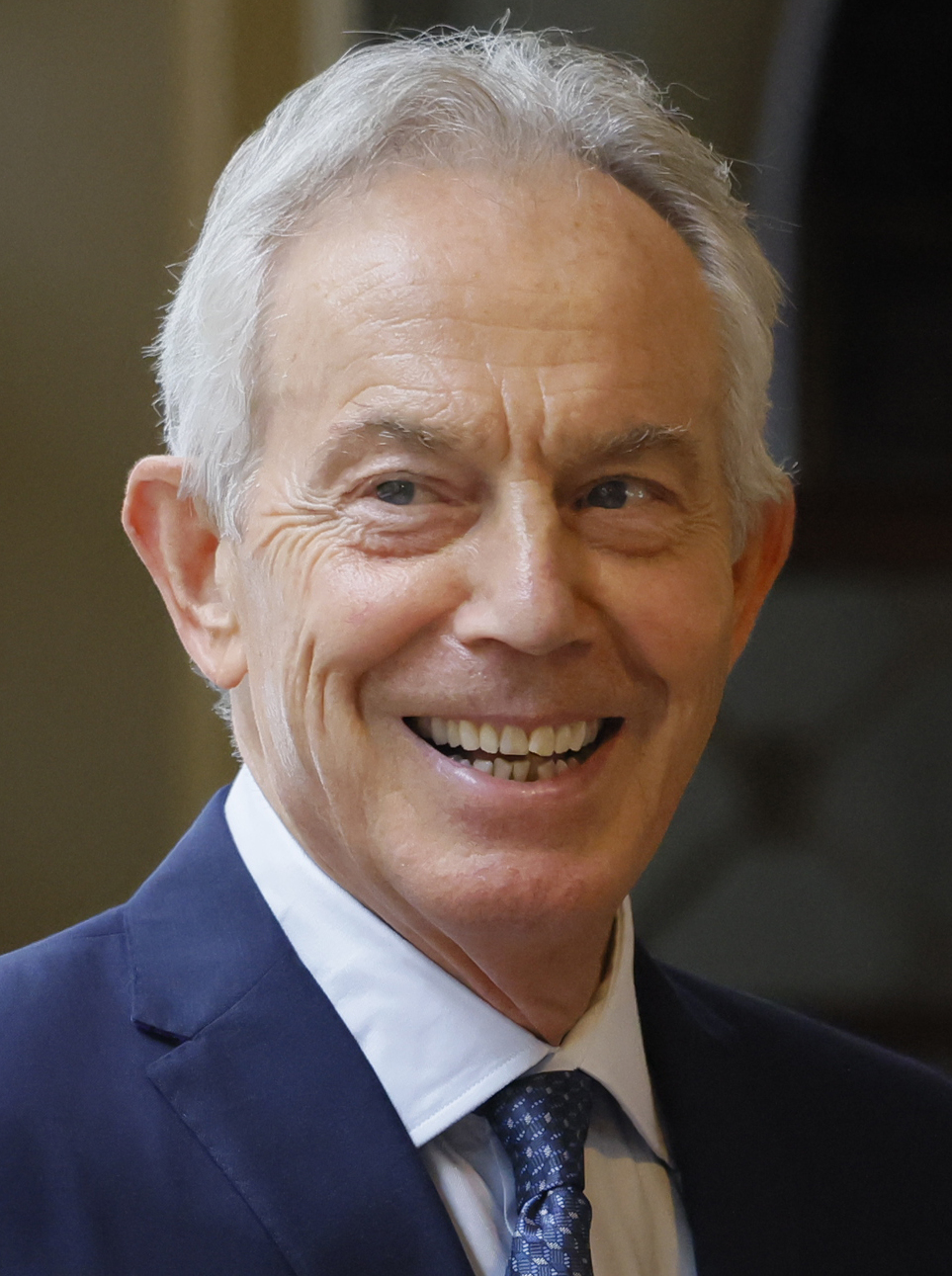
Tony Blair (1997-2007) Laborista 72 años
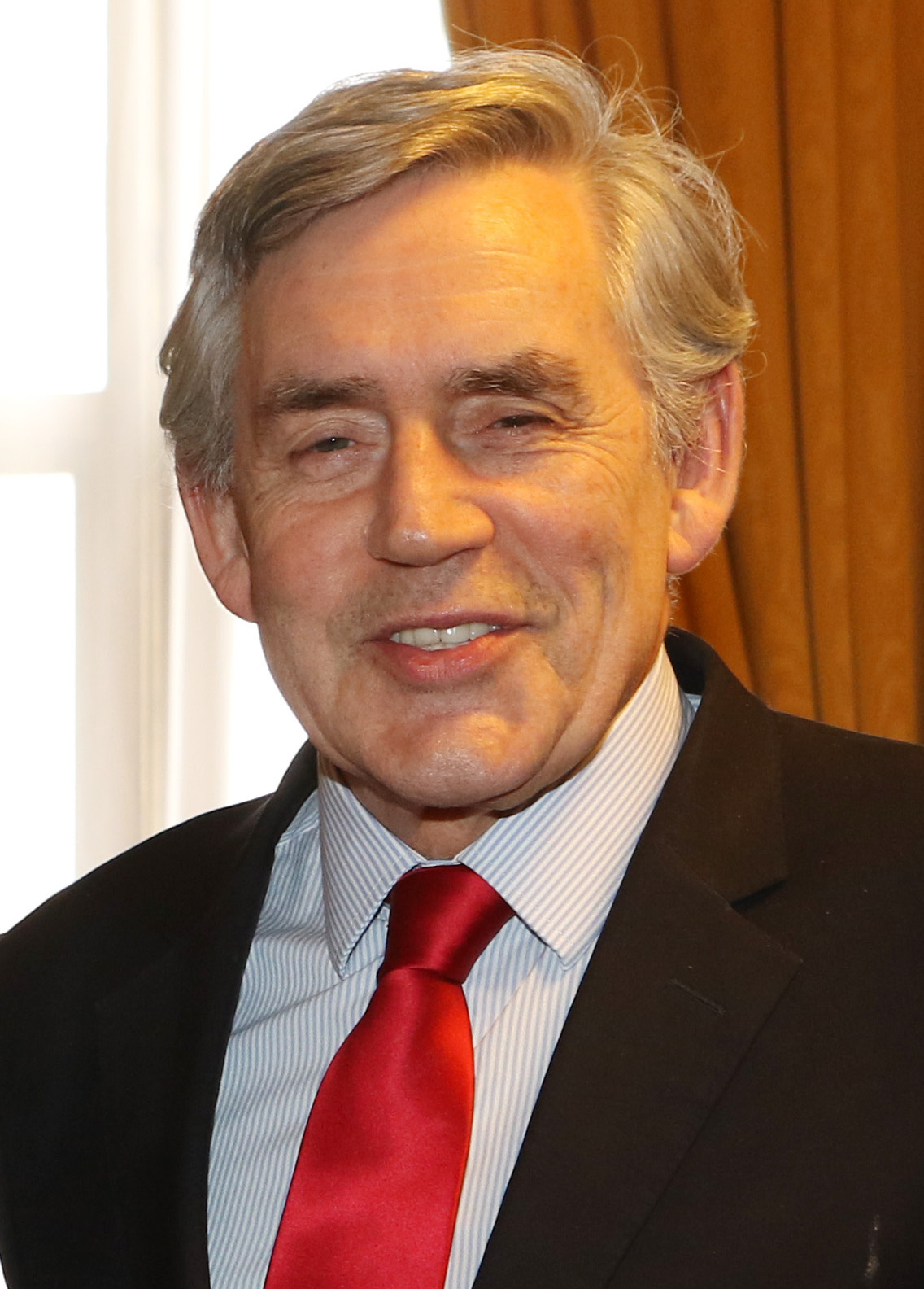
Gordon Brown (2007-2010) Laborista
74 años
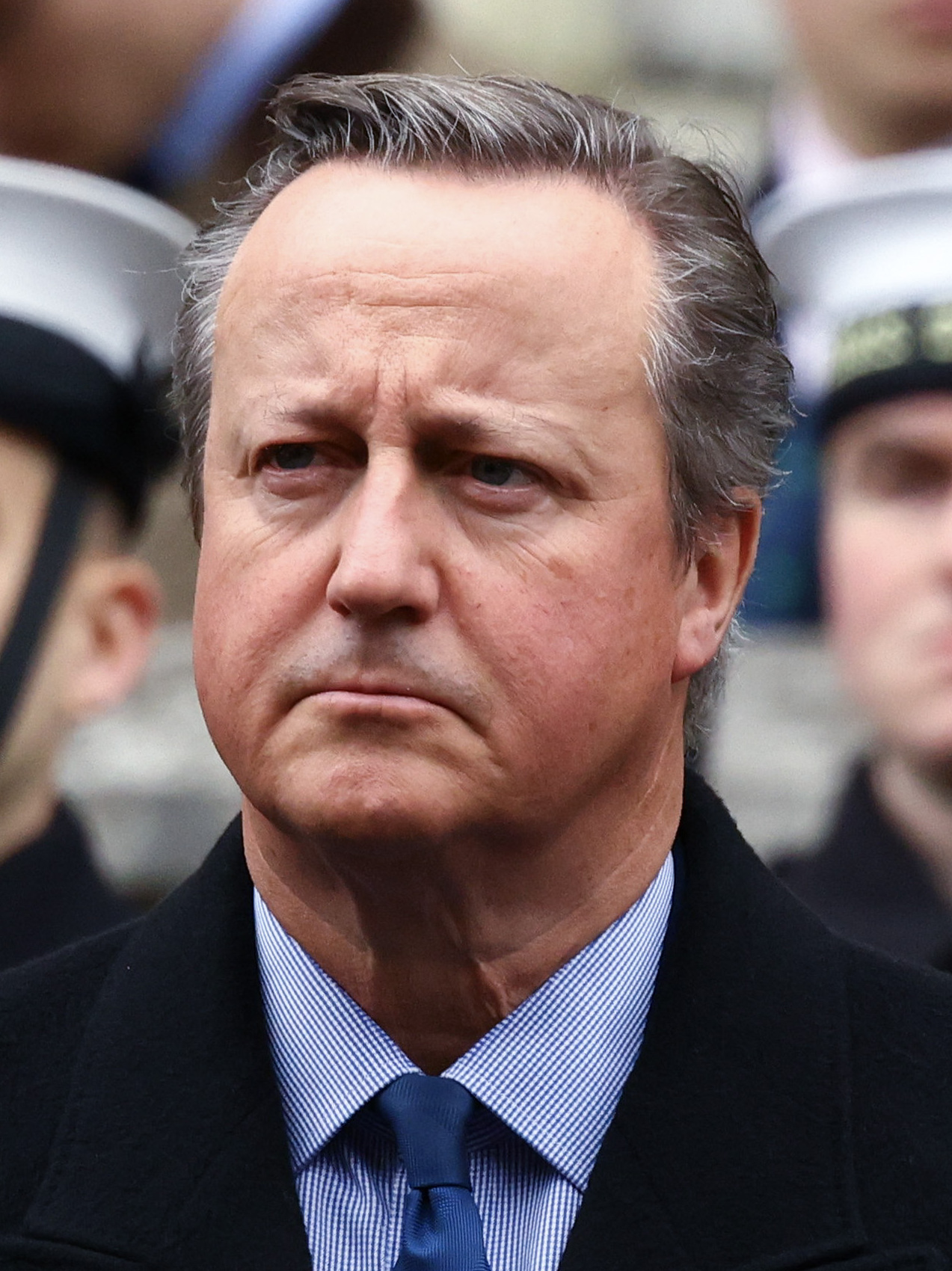
David Cameron (2010-2016) Conservador
58 años
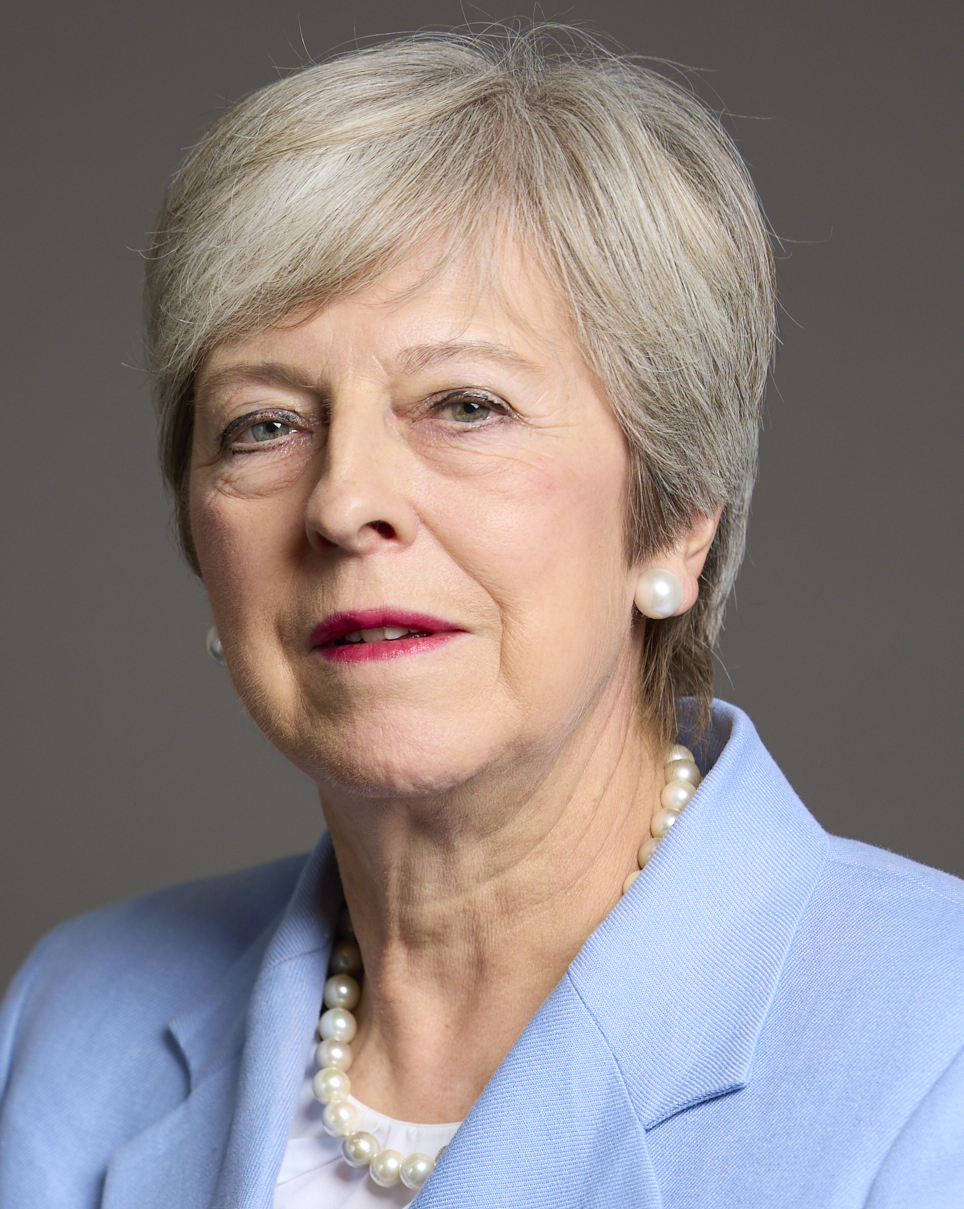
Theresa May (2016-2019) Conservador
68 años
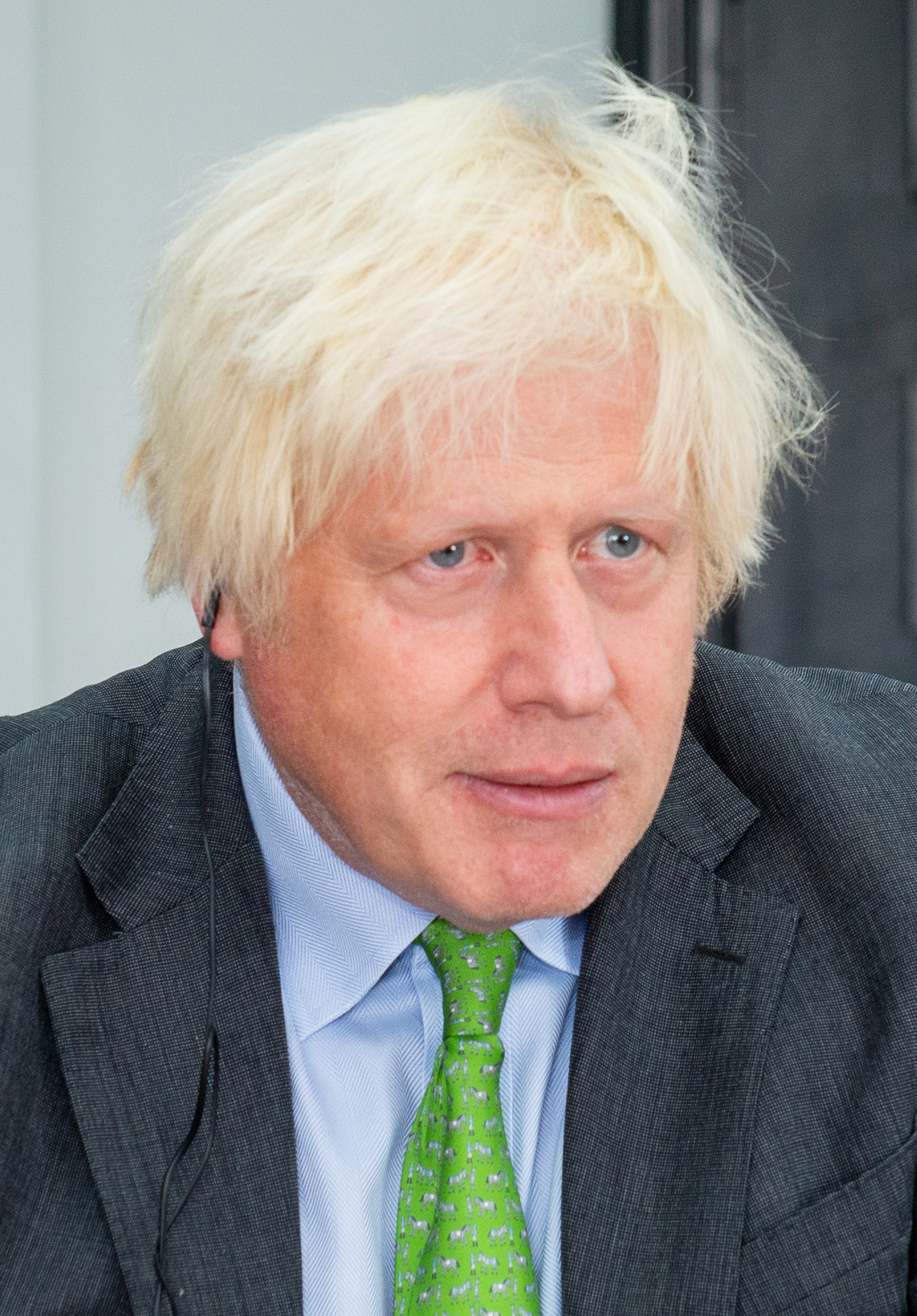
Boris Johnson (2019-2022) Conservador 60 años
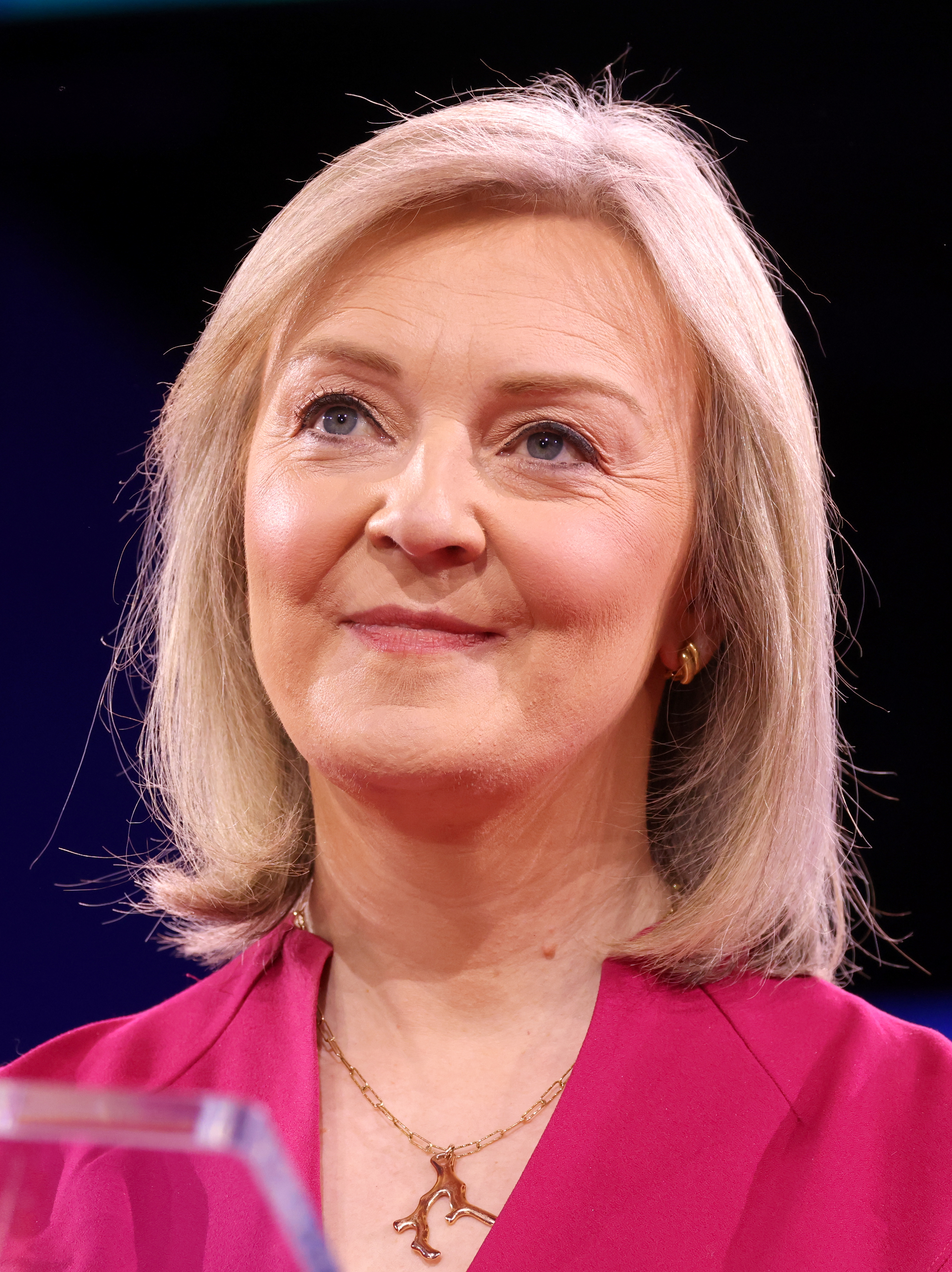
Liz Truss (2022) Conservador
49 años
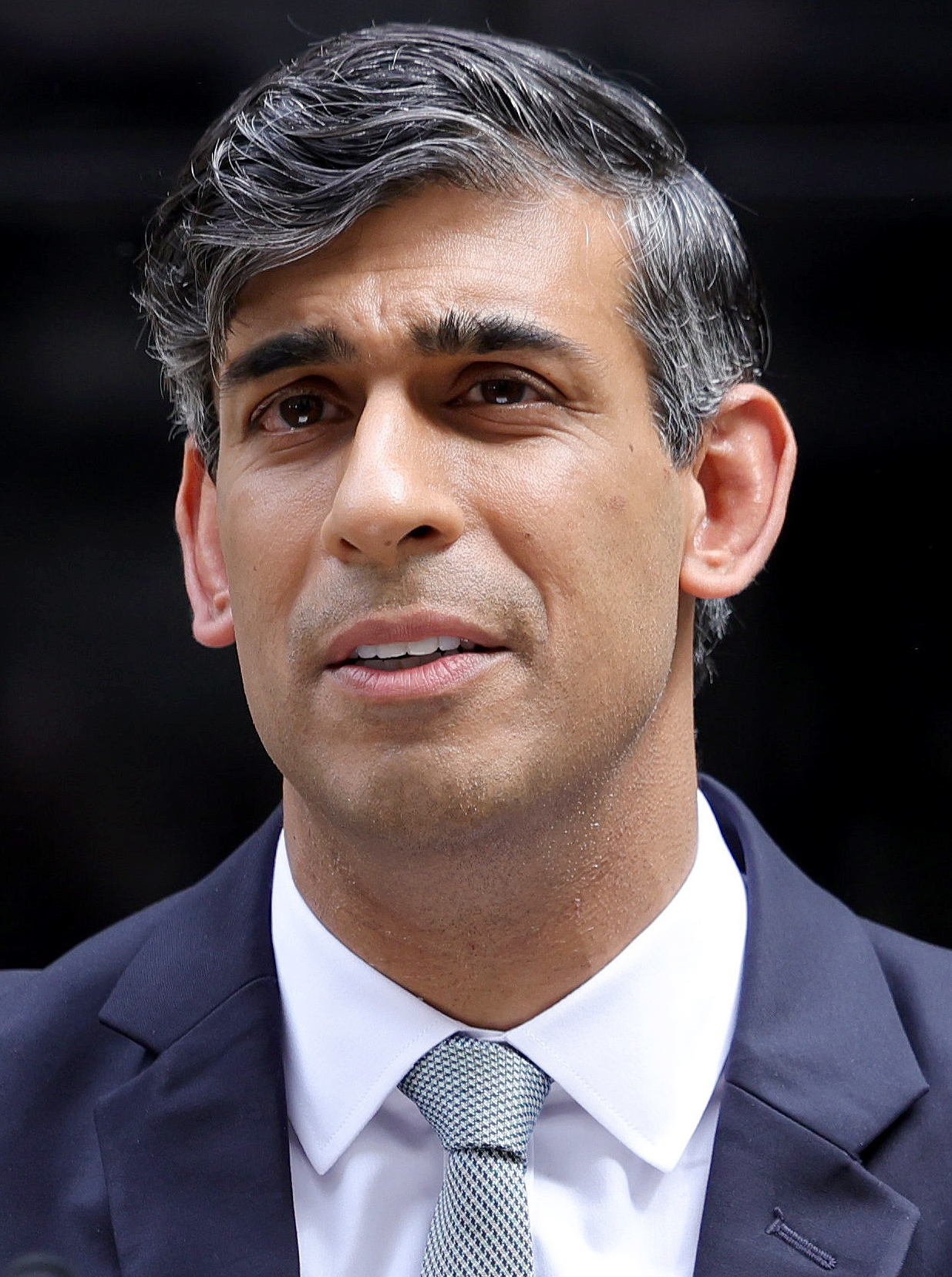
Rishi Sunak (2022-2024) Conservador 45 años